# Шамс ад-дін Юсуф-шах
Шамс ад-дін Юсуф-шах (перс. شمس الدین یوسف شاه, бенг. শামসউদ্দীন ইউসুফ শাহ; д/н —1481) — султан Бенгалії у 1474—1481 роках. Повне ім'я Шамс ад-Дун'я ва ад-дін Абу аль-Музаффар Юсуф-шах.

## Життєпис
Походив з династії Ільяс-шахів. Син султана Барбак-шаха. 1474 року спадкував владу. Зберіг титул султан ас-салатін (султан султанів) та халіф. Невдовзі одружився з індуською танцівницею Міра Баї, яка прийняла іслам і взяла ім'я Лотан Бібі. На її честь заснував талук (міський округ) Лотан.
Був завзятим мусульманином, встановивши суворі закони шаріату, зокрема заборонив вживати вино. Також активно сприяв ісламізації індуїстської населення власне султанату та сприяв поширенню іслама в М'яу-У. Разом з тим протидіяв надмірному посиленню впливу шейхів та улемів. Згідно з легендою, Юсуф-шах стратив суфія Шах Джалала Дахіні, який заснував ханаку в сучасному Мотіджілі, і набув надмірної популярності та помпезності.
1479 року надав військову допомогу поваленому джанупурському султану Хусейн-шаху, який отаборився в Біхарі, звідки почав війну проти делійських маліків (намісників) Джаунпуру. Втім особисто Юсуф-шах не втрутився, раптово померши 1481 року. Йому спадкував стрийко Сікандар-шах II.

## Культурна діяльність
Продовжуючи політику попередників навколо свого двору збирав поетів, літераторів, вчених. Був покровителем поетів Зайнуддіна та Маладхара Басу.
В Лотані фундував мечеті Латтан і Лотан Дігі. Його сановник Меджліс Алам, Малік Хакан Пехлеві та Мірсад Хан Атабек побудували мечеті, зокрема Сакомохан у Малда, Факір у Чіттагоні, Гойгор у Мулвібазарі, Кадам Расул, Тантіпара та Дарасбарі в Гаурі.